# Anisomysis
Anisomysis is een geslacht van aasgarnalen uit de familie van de Mysidae.
In het geslacht worden twee ondergeslachten onderscheiden: Anisomysis en Paranisomysis.

## Soorten
Ondergeslacht Anisomysis
- A. aikawai Ii, 1964
- A. akajimaensis Murano, 1990
- A. australis Zimmer, 1918
- A. bacescui Pillai, 1976
- A. bifurcata W. Tattersall, 1912
- A. boraboraensis Murano, 1995
- A. brevicauda Wang, 1989
- A. comorensis Wooldridge & Mees, 2004
- A. chessi Murano, 1983
- A. enewetakensis Murano, 1983
- A. extranea Murano, 1995
- A. hanseni Nouvel, 1967
- A. hashizumei Fukuoka & Murano, 1997
- A. hawaiiensis Murano, 1995
- A. incisa W. Tattersall, 1936
- A. kunduchiana Bacescu, 1975
- A. laticauda Hansen, 1910
- A. levi Bacescu, 1973
- A. maldivensis Murano & Fukuoka, 2003
- A. megalops (Illig, 1913)
- A. minuta Liu & Wang, 1983
- A. mixta Nakazawa, 1910
- A. mullini Murano, 1987
- A. nana Murano, 1995
- A. neptuni Connell, 2009
- A. parvispina Murano & Fukuoka, 2003
- A. pelewensis Ii, 1964
- A. pescaprae Connell, 2009
- A. quadrispinosa Wang, 1989
- A. robustispina Panampunnayil, 1984
- A. rotunda Murano & Fukuoka, 2003
- A. sirielloides Bacescu, 1975
- A. spinata Panampunnayil, 1993
- A. thurneysseni Nouvel, 1973
- A. truncata Panampunnayil, 1993
- A. unispinosa Wooldridge & Mees, 2004
- A. vasseuri Ledoyer, 1974

Ondergeslacht Paranisomysis
- A. acuminata Murano, 1990
- A. arabica Wooldridge & Victor, 2004
- A. constricta Murano, 1983
- A. gracilis Panampunnayil, 1984
- A. hosakai Murano, 1990
- A. ijimai Nakazawa, 1910
- A. laccadivei Panampunnayil, 1981
- A. lamellicauda (Hansen, 1912)
- A. marisrubri Bacescu, 1973
- A. minicoyensis Biju, Panampunnayil & Prabhakaran, 2006
- A. modestiangusta Murano & Fukuoka, 2003
- A. ohtsukai Murano, 1994
- A. omorii Murano & Fukuoka, 2003
- A. parvisinuosa Murano & Fukuoka, 2003
- A. ryukyuensis Murano, 1990
- A. spatulispina Murano, 1995
- A. sudafricana Connell, 2009
- A. takedai Hanamura & Tsutsui, 2012